# Rosephanye Powell
Rosephanye Powell, pronunciado ro-SEH-fuh-nee, (1962) es una compositora coral estadounidense, cantante, profesora, e investigadora.
Es una de las primeras compositoras de EE. UU. de música coral. Tiene un catálogo diverso e impresionante de trabajos publicados por algunos de los editores principales de la nación, incluyendo Hal Leonard, Fred Bock de Música/Gentry Publicaciones, Oxford Alianza y Prensa Universitarias Publicaciones de Música. Sus composiciones incluyen trabajos sagrados y seculares para coro mixto, coro femenino y masculino, y voces de niños. Su estilo de composición ha sido caracterizado por melodías bonitas, énfasis rítmico fuerte, armonías derivadas de estilos africanos populares, y texturas vocales diversas que incluyen contrapunto. Sus influencias incluyen estilos musicales estadounidenses; trabajos corales de J.S. Bach, G.F. Handel, Mozart y Verdi; canciones de William Grant Still, Undine Smith Moore, Fernando Obradors, Samuel Barber, Emmanuel Chabrier; y arreglos de spirituals de H.T. Burleigh, J. Rosamond Johnson, William Dawson, Hall Johnson, Lena McLin, y Roland Carter. Suos trabajos son populares, especialmente en Europa y Asia.  Es demandada constantemente como compositora, directora, e intérprete.

## Trabajos
Compone obras seculares y sagradas para coro mixto, coro masculino e infantil. Algunas de sus obras incluyen:
- El Grito de Jeremiah (cuatro canciones para SATB coro, órgano y orquesta con narraciones) 2012

1. No es Su Palabra Como Un Fuego; 2. O Señor,  Me Has Engañado; 3. Maldecido Ser el Día; 4. Aleluya!
- Spirituals Para Voces Superiores (doce canciones para arreglos de voces triples. Editora con William C. Powell), 2011
- Abajo por la Ribera SSATB y piano (2011)
- La Navidad Da, suite de seis canciones para SATB coro, solista, y orquesta (2010) publicado por separado y en años diferentes.

1.  Have You Seen the Baby Jesus (capella); 2. Memorias de Navidad; 3. Ring the Bells; 4. Noche santa; 5. Ogo ni fun Oluwa (percusión africana); 6. Christus Natus Est (texto del poeta de Harlem Countee Cullen)
- Ser Feliz en el Señor SATB a capela (2009)
- Solidaridad SATB, canción española (2008)
- Hope Come True, suite de canciones para SSAA y SATB (2008) publicadas por separado y en años diferentes.

1. En Dat Great Giddin' Up Mo'nin (SATB a capela); 2. Hope Come True (SSAA); 3. Keep Yo' Lamps (SSAA); 4. To Seat and Dream (texto de Langston Hughes,
- Rejoice!, para coro, órgano, trompetas, y timpani (2007)
- Es Maravilloso SATB 2007
- Aleluya de gloria A Duh Newborn King SATB a capela Navidad (2007)
- As the Deer Pants SSAA acompañado (2006)
- Ev'ry Time I Feel the Spirit , SSAA, arreglo para Coro de Sofía “Vassil Arnaudov”- Bulgaria, sudeste de Europa (2006)
- Gwendete dos partes, africano (2006)
- Come Unto Me All Ye That Labour (2006)
- Niños del Arco iris, coro de niños (2005)
- Pete, Pete para piano y voces triples y tambores africanos (2005)
- Sicut Cervus para voces femeninas; compuesto para el 25.º Aniversario del Texas el festival Coral de mujeres colegiales, (2004)
- Still I Rise SSAA (2005)
- Sometimes I Feel like a Motherless Child SATB a capela (2003)
- Sing Unto The Lord SATB a capela (2003)
- Good News! SSAA a capela (2003)
- Drinkin' of the Wine SATB a capela (2002)
- Sorida SATB a capela y percusión africana (2002)
- No Nobis Domine SATB, SSAA, TTBB (2002)
- Gloria SAB acompañado, (2002)
- I Dream A World SATB acompañado (2002)
- La Promesa se Mantiene SATB (de Sing for the Cure) (2000)
- Wade in the Water SATB a capela (2000)
- Come Let's Celebrate SATB Navidad (2000)
- Grumble Too Much TTBB/SSAA (2000)
- Tres Salmos de David (2000)